# 周志信

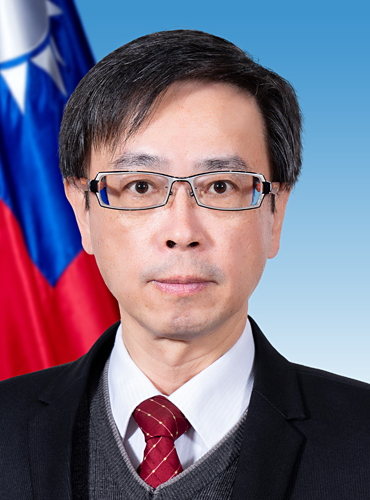
外交部刊登肖像照

周志信，中華民國政府官員。

## 學歷
- 國立中興大學法律學系畢業[1]

## 經歷
- 法務部廉政署綜合規劃組科長（2011年7月－2012年7月）
- 法務部廉政署綜合規劃組專門委員（2012年8月－2013年12月）
- 法務部廉政署綜合規劃組副組長（2013年12月－2016年10月）
- 國家安全會議秘書處政風室主任（2016年10月－2018年5月）
- 教育部政風處副處長（2018年6月－2020年8月）
- 法務部廉政署綜合規劃組組長（2020年9月－2022年1月）
- 外交部政風處處長（2022年1月－2024年7月）
- 勞動部政風處處長（2024年7月－）[2]

| 中華民國政府職務 | 中華民國政府職務                              | 中華民國政府職務 |
| ---------------- | --------------------------------------------- | ---------------- |
| 前任： 邱宏達    | 中華民國勞動部政風處處長 2024年7月－          | 繼任： '         |
| 前任： 尹維治    | 中華民國外交部政風處處長 2022年1月－2024年7月 | 繼任： 余世銘    |